# Нігорігава (кальдера)
Кальдера Нігорігава (яп. 濁川カルデラ, Nigorigawa karudera) — вулканічний кратер в Осіма, Хоккайдо, Японія. Кальдера висотою 356 м та діаметром 3 км. Останнє виверження відбувалося 12 000 років тому. 
На території кальдери розташоване однойменне місто. На схід від Нігорігави знаходиться місто Морі та діючий вулкан, відомий як Кома-га-таке.